# MyNETS
MyNETS（マイネッツ）は、データベースにMySQLを利用し、PHPで書かれたオープンソースのSNS運営用サーバサイドプログラムである。PHPライセンスの下で配布されている。

## 歴史
SNSエンジンであるOpenPNE2.4系からの派生プロジェクトとしてスタート。
Usagi Project が作成、開発を続けている。
- 2006年12月 プロジェクト立ち上げ準備
- 2007年1月 OpenPNEプロジェクトからの派生プロジェクトとして立ち上げ
- 2007年2月 MyNETS1.0.0Nightyリリース
- 2007年4月 MyNETS1.0.1Nightyリリース
- 2007年5月 MyNETS1.1.0Nightyリリース
- 2007年8月 MyNETS1.1.0Stableリリース
- 2007年8月 国際化プロジェクトスタート
- 2007年8月 MyNETS1.1.1Nightyリリース
- 2008年9月 MyNETS1.2.0リリース（最新安定版） Google ストリートビューに対応

## 特徴
mixi風のインターフェースを採用。
テンプレートエンジンは、Smartyを採用。
OpenPNE2.4系から派生後、インストーラを標準で実装し、データベース接続ライブラリの高速化や細かなSQLのチューニングが施され、各種動作の高速化が図られている。
また次期バージョンのMyNETS 2.0ではMapleフレームワークの採用が決定していたが、Maple4フレームワークが現状形になっていないので、MyNETS2のコアフレームワークはCodeIgniterを利用することとなった。

## 動作環境
- Webサーバ：Apache
- データベース：MySQL 4.0.x以降 (4.1.x以降推奨)
- スクリプト言語：PHP 4.3.x以降
- メールサーバ：Postfix推奨（sendmail、qmailなどでの動作実績あり）

## 主な機能
- ユーザ登録・認証機能
- 日記機能
- コミュニティ機能
- コミュニティでのイベント機能
- ユーザ間での「フレンド関係」構築機能
- 足あと機能
- 招待機能
- レビュー機能
- カレンダ機能

## OpenPNEとの比較
- BIZ機能は無い
- インストーラー機能
- 伝言板機能
- ソーシャルマップ機能